# Zbigniew Sajnóg
Zbigniew Sajnóg (ur. 1958) – polski literat, poeta i performer.

## Życiorys
Studiował na Wydziale Polonistyki Uniwersytetu Gdańskiego. Nazywany Mesjago, był współzałożycielem powstałej w kwietniu 1986 Tranzytoryjnej Formacji Totart, a następnie Fundacji Totart (Gdańsk 1990). W latach 80. współpracował z Ruchem Społeczeństwa Alternatywnego, Ruchem Wolność i Pokój, Pomarańczową Alternatywą.
Poeta, twórca własnej koncepcji Sonetów Totalnych. Współautor, wraz z Tymonem Tymańskim, książki Chłopi III. Publikował m.in. w „Przedprożach”, „brulionie” oraz w „Tygodniku Literackim”. Był współautorem i prowadzącym Brulion TiVi. Współautor programu artystycznego Dzyndzylyndzy. 
W 1993 porzucił działalność artystyczną i do 1997 był członkiem grupy (sekty) o nazwie Zbór Chrześcijański Leczenia Duchem Bożym „Niebo” w Majdanie Kozłowieckim. Nosił imiona Anioł Rowerowy, a potem Ambasador. Do życia publicznego powrócił w 2014, wydał książkę pt. Na przykładzie Gdańska (2018), był doradcą kulturalnym kandydata PiS na prezydenta Gdańska, Kacpra Płażyńskiego.
Współpracuje z portalami „Się myśli”, „ePrawda”, „Gdańsk Strefa Prestiżu”. Członek Stowarzyszenia Dziennikarzy Polskich.

## Nagrody
- Nagroda Prezydenta Miasta Gdańska w Dziedzinie Kultury z okazji jubileuszu 10-lecia miejskiej instytucji kultury Centrum Sztuki Współczesnej „Łaźnia” (2008)[6]
- Nagroda Prezydenta Miasta Gdańska w Dziedzinie Kultury z okazji jubileuszu 30-lecia Formacji Totart (2016)[6]